# Ель Тіємпо (Колумбія)
Ель Тіємпо (англ. "Time" or "The Times") — щоденна газета в Колумбії, створена 30 січня 1911 року. Станом на  2019 рік мала найвищий наклад у Колумбії, в середньому щодня має 1,14 млн читачів. Після того, як давній конкурент «Ель Еспектадор» скоротив випуски до щотижневого накладу після фінансової кризи 2001 року, «Ель Тімпо» має монопольний статус у колумбійських ЗМІ як єдина щоденна друкована газета, що розповсюджувався на національному рівні, оскільки більшість менших газет мали обмежену дистрибуцію за межами своїх регіонів. Однак Ель Еспектадор повернувся до щоденного формату 11 травня 2008 року.

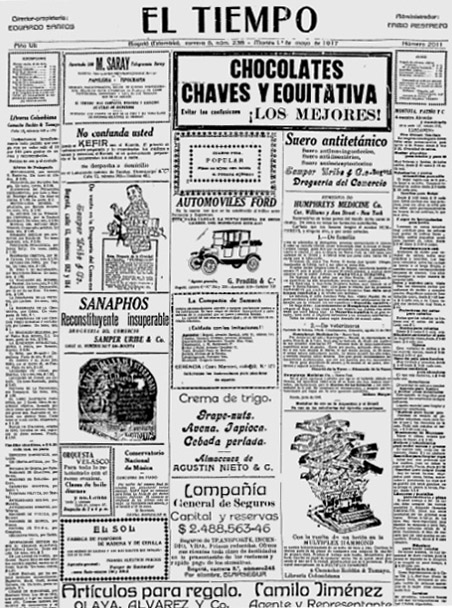
Перше видання El Tiempo із традиційним логотипом, опубліковане 1 травня 1917 року. Перше видання газети вийшло за 6 років до цього, 1911 року

З 1913 по 2007 рік основними акціонерами Ель Тіємпо були члени сім'ї Сантос Кальдерон. Кілька з них також брали участь у колумбійській політиці: Едуардо Сантос Монтехо був президентом Колумбії з 1938 по 1942 рік. Франциско Сантос Кальдерон був віце-президентом (2002—2010). А Хуан Мануель Сантос — міністром оборони (2006—2009) під час адміністрації Альваро Урібе. Останній був обраний президентом 2010 року.
2007 року іспанська «Grupo Planeta» придбала 55 % медіа-групи Casa Editorial El Tiempo, включаючи газету та пов'язаний з нею телеканал Citytv Bogota. 2012 року бізнесмен Луїс Карлос Сарм'єнто Ангуло придбав акції Planeta, сім'ї Сантос та інших дрібних акціонерів, ставши єдиним власником газети.

## Історія
Газету створено 1911 роек Альфонсо Вільлегасом Рестрепо. 1913 року її придбав його швагер Едуардо Сантос Монтехо. З того часу до 2007 року основними акціонерами Ель Тьємпо були члени сім'ї Сантос, як частина медіаконгломерату Casa Editorial El Tiempo. 2007 року іспанська Grupo Planeta отримала мажоритарне право власності на газету, але 2012 року продала його Луїсу Карлосу Сармієнто Ангуло, якому зараз належить 86 % акцій El Tiempo.

## Дистрибуція
El Tiempo публікується у шести регіональних виданнях:
- Богота
- Карібе (Барранкілья, Картахена, Санта-Марта, Сашелехо, Ріоача та Вальєдупар)
- Медельїн
- Кафе (Перейра, Манісалес, Вірменія)
- Калі (Калі, Попаян, Пасто)
- Регіон, на решті території країни.

По неділях є спеціальні випуски. Близько 3 років щонеділі друкувався спеціальний розділ із щотижневою добіркою статей від The New York Times, перекладених іспанською мовою з використанням тих самих зображень. Цей розділ було закрито в січні 2008 року, а з серпня 2008 року його публікувала конкуруюча газета El Espectador.
El Tiempo є частиною Grupo de Diarios América (America Newspaper Group), організації з одинадцяти провідних газет з одинадцяти країн Латинської Америки.